# Lozada
Lozada é um município da província de Córdova, na Argentina.